# Monte Rasu
Il monte Rasu è una montagna situata nella Sardegna centrale e la sua parte sommitale, la Punta Manna di monte Rasu, 1.259
metri, è la cima più alta della catena del Marghine-Goceano.
Si trova nei territori comunali di Bottidda e di Bono e dalle sue sommità si possono ammirare panorami che spaziano sull'altopiano di Campeda e sull'alta valle del fiume Tirso.

## Descrizione

### Origine e significato del nome
Il nome della montagna deriva dal termine "rasu" che, nella lingua sarda, indica la condizione morfologica relativa all'appiattimento del rilievo o alla mancanza di vegetazione sulle sue pendici.

### Flora e fauna
Le sue pendici sono ricoperte da vaste foreste di roverelle (Quercus pubescens), acero minore (Acer monspessulanum), castagni (Castanea sativa) e lecci (Quercus ilex). Tra queste va citata la foresta di sos Nibberos; è considerata uno dei più grandi boschi di tasso (Taxus baccata) ed agrifoglio (Ilex aquifolium) d'Italia e vi si trovano un gran numero di esemplari millenari.
Sulla sommità della montagna si trova un centro meteorologico del Servizio agro-meteorologico della Sardegna dotato di un potente radar.